# Парибени, Роберто
 Роберто Парибени (итал. Roberto Paribeni, 19 мая 1876, Рим — 13 июля 1956, Рим) — итальянский историк, археолог, музеолог.
Учился археологии в Римском университете Сапиенца (l’Università di Roma La Sapienza) у Этторе де Руджеро, который преподавал эпиграфику, и в Археологической школе университета. Заканчивал обучение у немецкого историка Карла Юлия Белоха, который преподавал историю античности. Парибени защитил диссертацию по античной истории Киренаики (Северная Африка), проходил стажировку в Афинской археологической школе.
В 1901 году Роберто Парибени участвовал в археологических исследованиях на острове Крит, которыми руководил Федерико Хальбхерр, что положило начало длительным и напряжённым археологическим миссиям в Леванте, которые характеризовали большую часть его профессиональной жизни. Он опубликовал результаты археологических экспедиций в журналах «Новости раскопок» (News of the Excavations) и «Памятники Академии Линчеи» (Monumenti dei Lincei).
В январе 1903 года Парибени снова отправили на несколько месяцев с миссией на Крит и, в то же время, перевели в доисторический этнографический музей и музей Киркериано в Риме (ныне Музей Пигорини), в котором он работал до 1907 года в звании инспектора, посвятив себя, в частности, исследованиям древних надгробий Капены («Некрополь на территории Капены» в «Monumenti Antici», 1906—1907). Парибени совмещал с этой деятельностью археологические миссии на Крите и в Египте в 1905 году (с Эрнесто Скиапарелли) и в раскопках древнего Адулиса (Эритрея) в 1906 году. Он опубликовал «Археологические исследования древнего Адулиса» (1907) и результаты исследований в южной Анатолии (1913—1914) в сборниках «Древних памятников» («Monumenti Antichi»).
В январе 1913 года Ф. Хальбхерр, по согласованию с Министерством иностранных дел, выбрал Парибени для организации новой исследовательской миссии в Анатолии, базирующейся в Анталии, и в других районах, имевшей характер территориальной разведки в ожидании любых запросов на концессии на раскопки. В отчётах, отправленных в министерство в 1913 году, а затем в 1914 году, Парибени, помимо иллюстрации археологических находок предоставил ценную информацию экономического характера.
К обязанностям руководителя Археологического музея, к которому, начиная с 1919 года, добавилось руководство Управлением раскопок и музеев провинций Рима и Аквилы, а с июля 1922 года — также руководство Управлением раскопок в Остии. Накопленный опыт, навыки на археологическом и организационном уровне и пылкий национализм побудили Парибени рассматривать итальянские научные исследования в Средиземноморье в качестве инструмента утверждения политических и экономических интересов страны по отношению к другим западным державам. Это сделало учёного важной фигурой в политических баталиях, проводимых как либеральным, так и фашистским правительствами.
С 1923 по 1946 год Парибени был национальным членом Академии Линчеи (L’Accademia Nazionale dei Lincei). В 1929 году он был избран в академики, а в 1934 году Парибени заменил историка и археолога Коррадо Риччи на посту президента Королевского института археологии и истории искусства (Regio Istituto di archeologia e storia dell’arte). Тогда же он начал преподавать археологию и древнюю историю в Католическом университете Милана.
Он выполнял миссии в Черногории, Эритрее, Египте и Малой Азии, руководил раскопками на территории Италии. Помимо отчётов об археологических исследованиях и политических работ, Роберто Парибени является автором монографии о Траяне (Optimus princeps, 2 тома, 1926—1927) и других исторических работ, томов об истории Мальты (1925) и о старинном портрете. Идеологически близкий к интервенционистам, он опубликовал несколько томов по колониальным проблемам Италии в Леванте. Его сын Энрико пошёл по стопам отца и посвятил себя классической археологии.
Когда началась Первая мировая война, Роберто Парибени обратился к Коррадо Риччи (в то время директору Национального института археологии и истории искусства) с просьбой отправить его добровольцем на фронт. В июне 1917 года он послал и двух своих сыновей, Энрико и Марчелло, на войну в Палестину. После возвращения в Италию после окончания военных действий, ему было поручено координировать археологические миссии в Леванте.
Управляя с 1919 по 1943 год правительственным фондами, которые распределялись между министерствами национального образования и иностранных дел, Парибени стремился поддерживать археологические исследования на Крите, в Египте и Анатолии. Он планировал открытие новых исследовательских направлений в регионах, которые ещё не исследовались и представляли особый интерес для утверждения Италии в качестве имперской державы в Средиземноморье (Родос, Триполитания, Мальта).
В 1928 году Парибени достиг пика своей карьеры на руководящих должностях в государственной администрации, он был назначен генеральным инспектором (Sovrintendente) отдела древностей и изящных искусств, а затем директором Римского национального музея вместо ушедшего в отставку Ардуино Коласанти.
В течение пяти лет его директорства, до 1933 года, музей пережил значительное развитие. Парибени, в частности, возобновил перепись национального художественного наследия, обеспечил должную сохранность коллекций, расширил штат сотрудников музея. Однако конфликты с коллегами и неудачное участие в политической жизни привели к увольнению Парибени в мае 1933 года.
Парибени обратился к университетской карьере, возглавив кафедру археологии на факультете литературы и философии Католического университета Святого Сердца в Милане. В том же году, после смерти Риччи, он занял пост директора Национального института археологии и истории искусств и занимал эту должность до 1944 года.
Его роль была значительна в таких издательских проектах, как «Искусство для всех» и руководств по истории и истории искусств для начальных и средних школ. Парибени опубликовал три тома Истории Рима, в которых открыто превозносил имперские идеи, культ сильного человека и формы абсолютной власти. Роберто Парибени примкнул к фашистской партии Бенито Муссолини.
После Кассибильского перемирия 1943 года между Италией и союзниками во время Второй мировой войны Роберто Парибени присоединился к сторонникам итальянской республики.
С падением фашистского режима роль Парибени в итальянской культуре резко оборвалась. В сентябре 1945 года его отстранили от преподавания. Тем не менее, Комиссия по чистке (La commissione per l’epurazione) оставила без внимания политическое обвинение и сосредоточилась на получении Парибени профессорской должности без необходимых конкурсных процедур. Благодаря заступничеству миланского университета Парибени был восстановлен в должности в апреле 1946 года и продолжал работать до выхода на пенсию в 1951 году. После войны он занимал пост президента первой секции Высшего совета древностей и изящных искусств.
Сын археолога — Энрико Парибени (4 сентября 1911 — 4 октября 1993) также был историком и археологом, изучал древнегреческую скульптуру и вазопись. Преподавал в качестве профессора «Археологии и истории греческого и римского искусства» в университете Флоренции с 1964 по 1981 год. Был инспектором древностей в  Киренаике (1937), во Флоренции (1937—1939) и Риме (с 1939 года ). Сотрудничал с редакцией «Энциклопедии классического античного и восточного искусства» (l'enciclopedia dell'Arte Antica Classica e Orientale) под руководством Рануччо Бьянки Бандинелли. Его научные публикации собраны в «Письмах Энрико Парибени» (Scritti di Enrico Paribeni, 1985) .

## Основные публикации
- 1906: Некрополь на территории Капены (Necropoli del territorio capenate, «Monumenti dei Lincei», XVI)

- 1908: Расписной саркофаг из Агии-Триады (Il sarcofago dipinto di Haghia Triada, «Monumenti dei Lincei», XIX)

- 1908: Исследования древнего Адулиса (Ricerche nel luogo dell’antica Adulis, «Monumenti dei Lincei», XVIII)

- 1915: Археологические исследования в южной Анатолии (Studi e ricerche archeologiche nell’Anatolia meridionale, «Monumenti dei Lincei», XXIII)

- 1916: Италия и восточное средиземноморье (L’Italia e il Mediterraneo orientale)

- 1919: Война и политика в стране Иисуса (Guerra e politica nel paese di Gesù)

- 1921: Библиографический обзор по Анатолии (Saggio di bibliografia anatolica)

- 1925: Мальта (Malta)

- 1934: Портрет в античном искусстве (Il ritratto nell’arte antica)